# Несторианский столб Лояна

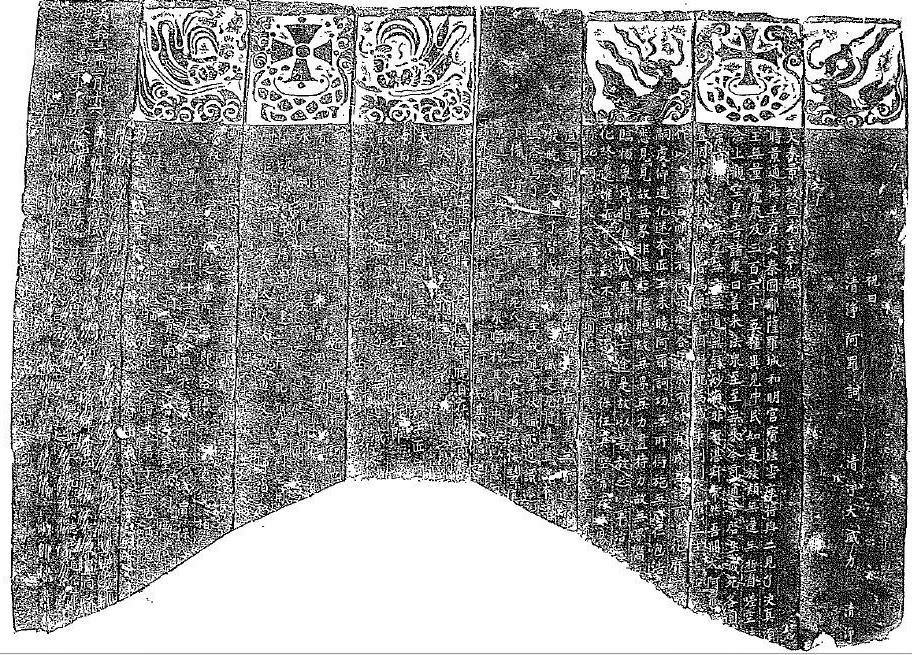
Несторианский столб (эстамп) под названием «大秦景教宣元至本經», который был возведён в Китае в 814-815 гг.

Несторианский столб Лояна — это китайская колонна династии Тан, воздвигнутая в 814—815 гг. н. э., которая содержит надписи, относящиеся к раннему христианству в Китае, в частности к Церкви Востока. Это несторианская колонна, обнаруженная в 2006 году в Лояне, которая связана с несторианской стелой Сианя.

## Столб
Название столба кит. 大秦景教宣元至本經 «Сутра о происхождении истоков светоносной религии Дацинь», один из документов Цзинцзяо. Столб был возведён в 814-815 гг. н. э. и перенесён в другое место в 829 г. н. э., как поясняется в одной части надписей. «Сутра», которая начинается с молитвы «Трисвятое» (Qadishā Alāhā), была посвящена умершей даме Ань (кит. 安氏太夫人) согдийского происхождения. Надпись рассказывает о её предках, пришедших из Бухары в Среднюю Азию; её родственники и священнослужители из Лоянского монастыря Дацинь, присутствовавшие на панихиде, также носили типичные согдийские фамилии, такие как Ми (кит. 米, происхождением из Маймурга) и Кан (康, Самарканд, или исторически Кангюй).

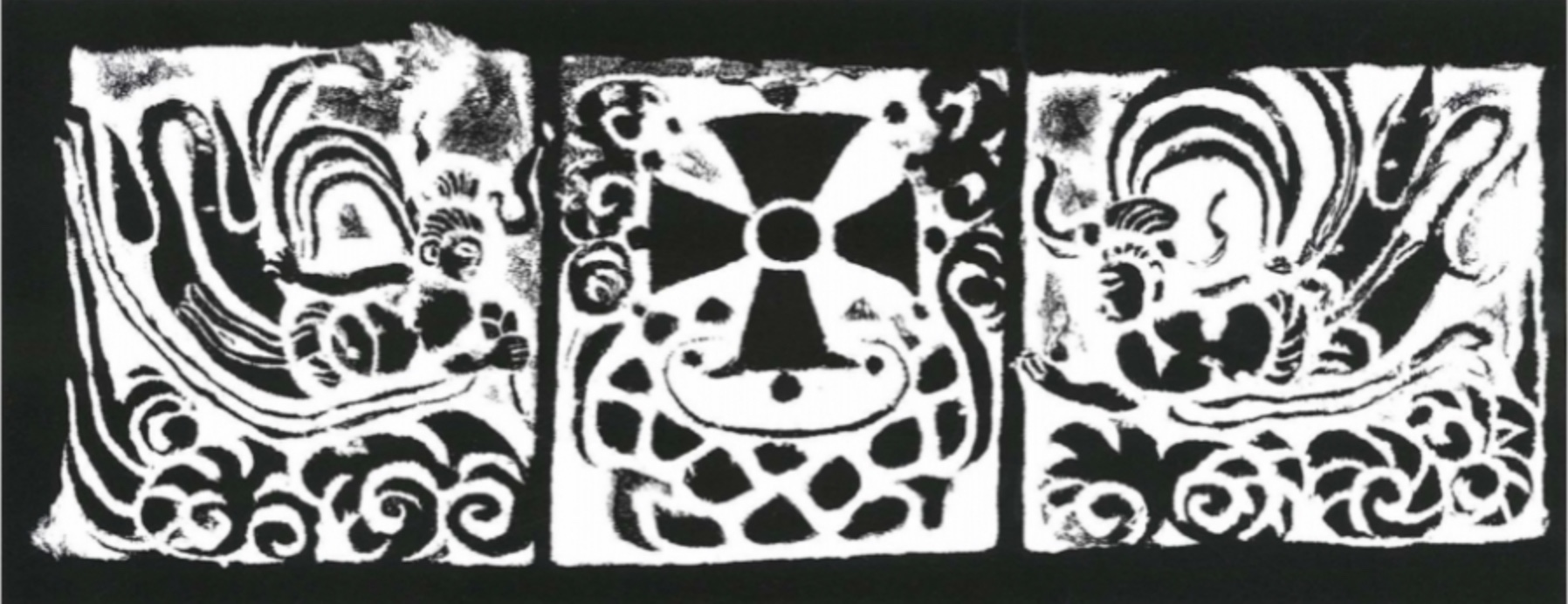
Деталь колонны (эстамп), изображающая крест на цветке лотоса в окружении ангелов (изображённых в виде апсар)
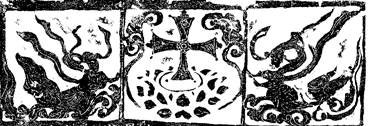
Деталь колонны (эстамп) с изображением креста на цветке лотоса в окружении ангелов (изображённых в виде апсар)
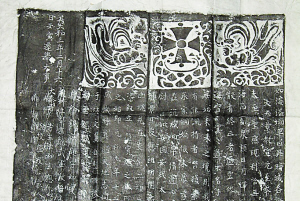
Деталь столба (эстамп)
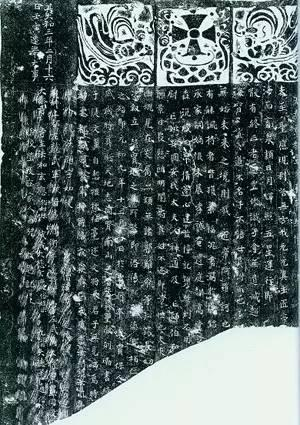
Деталь столба (эстамп)